# Langelot et le Fils du roi
Langelot et le Fils du roi est le vingt-deuxième roman de la série Langelot, écrite par le Lieutenant X. Il est paru pour la première fois en 1974, dans la Bibliothèque verte.

## Principaux personnages

### Les «gentils»
- Langelot : orphelin, agent du Service National d'Information Fonctionnelle, blond, 1,68 m, mince, « traits menus mais durs ».
- Commissaire Didier.
- Le roi (dont l'identité n'est pas précisée).
- Prince Malek : son fils âgé de quinze ans.
- M. Azziz : principal opposant démocrate du roi, exilé en France.
- Shéhérazade : la très belle fille d'Azziz.
- Redouane : garde du corps du prince.

### Les «méchants»
- Aboubachir Krim : homme cruel et brutal, opposant politique du roi.
- « Bachi-bouzouk » : homme de main de Krim.
- Autres hommes du commando dirigé par Krim.

## Résumé
Langelot est mis à la disposition du commissaire Didier, qui est chargé de la protection du roi et du prince-héritier d'un pays ami de la France, venus en visite officielle. Compte tenu des excellents états de service de Langelot et de son jeune âge, le commissaire décide que le jeune agent secret sera affecté à la protection rapprochée du prince-héritier Malek. Langelot est logé au Petit Trianon, résidence provisoire du prince durant sa visite en France, et sera habillé en laquais, portant un habit du XVIIIe siècle et une perruque poudrée.
Aussitôt le prince arrivé, Langelot se met à son service. Le prince, qui se montre hautain et assez déplaisant, découvre vite que Langelot n'est pas qu'un « simple valet ». Le soir de son arrivée, après avoir dépouillé Langelot de son arme et de ses moyens de télécommunication, Malek ordonne à Langelot d'appeler le conservateur en chef du palais de Versailles, M. Galoubet : il souhaite en effet visiter de nuit le Palais de Versailles. Langelot exécute l'ordre du prince, qui l'enferme ensuite à clé dans un placard.
Le conservateur du palais de Versailles arrive peu après, et fait visiter le palais à Malek, accompagné de son garde du corps. Pendant ce temps, Langelot parvient facilement à quitter le placard dans lequel il était prisonnier, et suit le trio. Il se fait repérer près de la Galerie des glaces, à la grande fureur du prince qui le traite d'espion. Langelot dévoile alors sa mission, qui est de le protéger et non de l'espionner. Malek se rend compte de la bonne foi de Langelot et décide de lui faire confiance. Il enferme alors soudainement le conservateur dans un ascenseur du palais, envoie son garde du corps, et révèle à langelot qu'il attend une visite.
Langelot voit alors arriver une Midget conduite par une jeune adolescente : il s'agit de Shéhérazade, amie d'enfance du prince, qui lui avait promis jadis de lui faire visiter la Galerie des glaces, un soir, à minuit. Le prince se montre très amoureux d'elle.
Après une rapide visite romantique, les deux amoureux et Langelot repartent avec la voiture de Shéhérazade, qui les conduit (sans avoir le permis de conduire) chez son père, M. Abderrahmane Azziz, ancien précepteur du prince. Opposant, démocrate, il vit en exil en France. À leur arrivée au domicile, ils découvrent un policier assommé dans le jardin. M. Azziz est présent chez lui et vient de se réveiller en pleine nuit, ayant entendu du bruit. Une courte discussion a lieu, interrompue par l'arrivée brutale d'un commando qui s'empare des quatre personnes présentes (Langelot est mis dans l'incapacité de riposter, son arme ayant été confisquée par le prince en début de soirée).
Les prisonniers sont placés dans une camionnette, et sont emmenés vers une destination inconnue.

### Dénouement
Langelot s'échappe de leur lieu de « détention », situé près de Tours, et libère le prince Malek dont il prend la place, « empaqueté » à sa place dans un burnous.
À la fin du roman le prince alerte son père et les autorités policières et militaires de l'opération réalisée par Krim.  Le commissaire Didier envoie des forces pour libérer Langelot, Shéhérazade et M. Azziz. Le commando terroriste, qui avait placé des bombes dans des bouteilles de champagne devant être ouvertes lors du déjeuner officiel, est arrêté par Langelot. Krim, notamment, est arrêté lui aussi.

## Les différentes éditions
- 1974 - Hachette, Bibliothèque verte (français, version originale), illustré par Maurice Paulin.

## Remarques autour du roman
- Le pays dont sont originaires le roi, le prince, Azziz et Shéhérazade est manifestement le Maroc d'Hassan II, lequel est venu à Versailles en juin 1962[1]. Il pourrait être l'Iran de Reza Pahlavi ; concernant ce dernier, il est à noter que le Shah d'Iran a visité le palais de Versailles en octobre 1961, puis en juin 1974, année d'écriture du roman.
- Le conservateur du Château de Versailles, dénommé « Galoubet » dans le roman, était, lors de la rédaction et de la publication du roman, Gérald Van der Kemp, qui fut conservateur du Domaine de Versailles durant vingt-sept années.